# Olsbrostenen
Olsbrostenen, med signum Vg 181, är en runsten i Norra Åsarps socken, Redvägs härad i Västergötland. Den står söder om Åsarp samhälle och på östra sidan om infarten till Frugården i Alvared. Stenen är alltså rest öster om Ätran, en dryg kilometer sydväst om Norra Åsarps kyrka. 15 meter nordnordväst om stenen ligger Olsbro, som givit stenen namnet Olsbrosten.

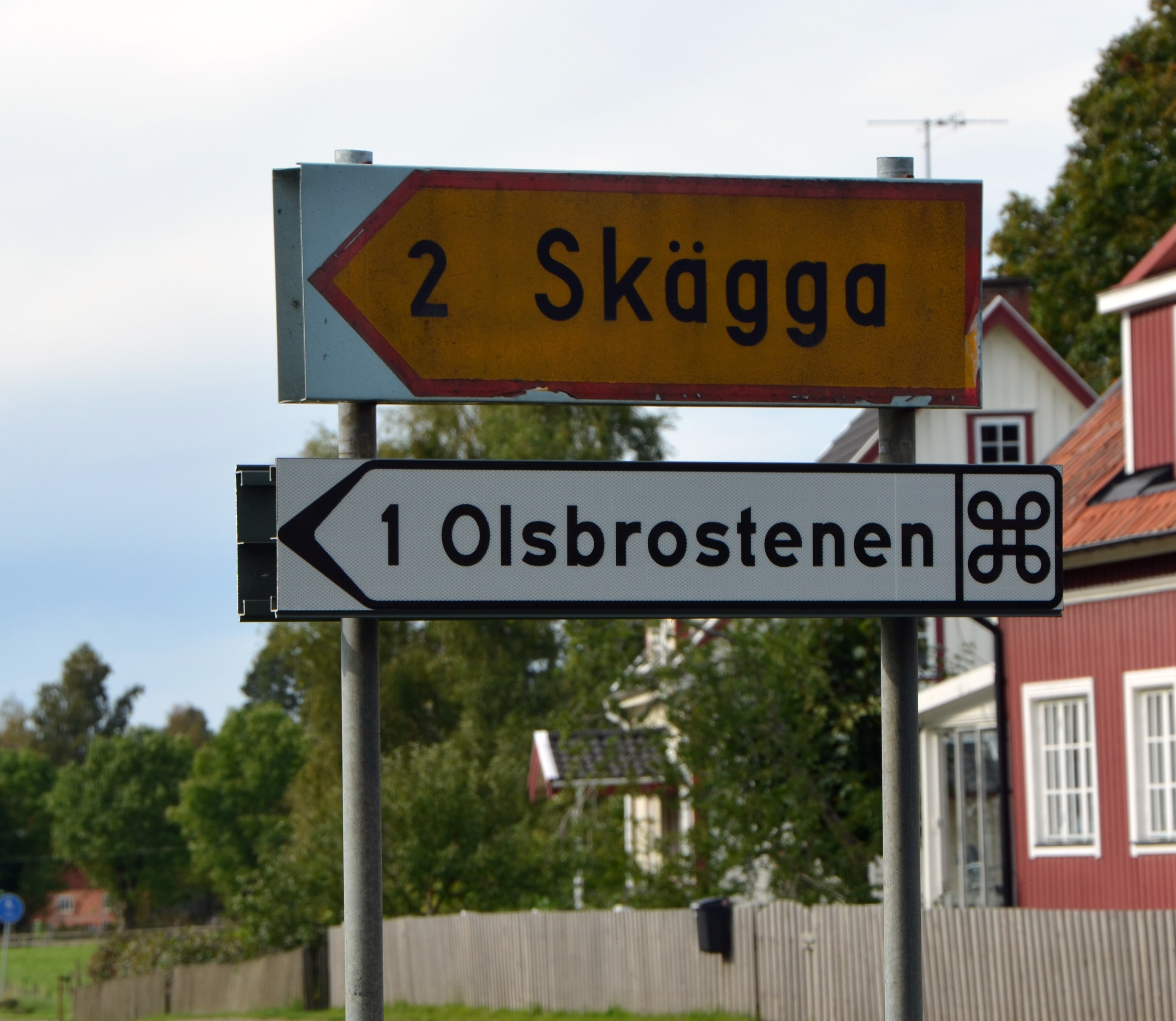
Olsbrostenens vägskylt.

Olsbrostenen är en mycket egenartad runsten och ristningen är utförd på ett grovkornigt hårt granitblock med dimensionerna 2,1 x 1,6 meter, och har troligen stått på samma plats åtminstone sedan 1600-talet. Om platsen är ursprunglig kan man inte veta. Den står på en ej utgrävd gravhög, som dock utseendemässigt går att datera till bronsåldern eller äldre järnåldern. Ristningen är tydlig och väl huggen med ett fyrfotadjur som föreställer ett stort lejon med knutna ben och flikar som bildar en yvig man, möjligen med inspiration av Jellingestenen, ett stilbegrepp som kallas "Stora djuret". Troligen är runstenen som går i Ringerikestil skapad under tidsperioden 1020-1050 efter Kristi födelse. Texten är nästan lika intressant som ornamentiken och Olsbrostenen är den enda, kända runsten som nämner hela namnet på landet Estland, dock återfinns namnet Æistfari på Sö 82 och Æistr och Æisti på ett tiotal uppländska runstenar. Ristarens signatur, som återfinns utanför runslingan, har föranlett de största svårigheterna vad gäller tolkningen av stenens text, då dessa runor är delvis skadade. Mansnamnet Havarðr, som är den troligaste tolkningen, är inte tidigare belagt i runinskrifter, men det förekommer fyra gånger i svensk medeltidslitteratur och är vanligt förekommande i Norge under vikingatiden och in i sen medeltid.

## Inskriften
Translitterering av runraden:
kufi : rsþi : stin : þesi : eftR : ulaf : sun : sin · trk · hrþa · kuþan · hn · uarþ · trbin · i · estlatum · hu(a)rþ(r) · iuk · s---
Normalisering till runsvenska:
Gufi ræisti stæin þennsi æftiR Olaf, sun sinn, dræng harða goðan. Hann varð drepinn i Æistlandum. Havarðr(?) hiogg s[tæin].
Översättning till nusvenska:
Guve reste sten denna efter Olav, sin son, ungersven mycket god (dvs. en mycket dugande ung man). Han var dräpt i Estland. Håvard högg stenen.